# Jean Baptiste Lefebvre de Villebrune
Pour les articles homonymes, voir Lefebvre.
Jean-Baptiste Lefebvre de Villebrune, né à Senlis en 1732 et mort le 7 octobre 1809 à Angoulême, était un médecin, philologue et traducteur français.

## Biographie
Il exerce d'abord la médecine, qu'il abandonne pour étudier les langues. Il est professeur d'hébreu au Collège de France de 1791 à 1794. Il exerce les fonctions de bibliothécaire en chef à la Bibliothèque de la Nation de 1794 à 1795. En 1797, il quitte Paris pour se fixer à Angoulême, où il enseigne successivement l’histoire naturelle et les humanités.
Polyglotte, il a traduit de nombreux ouvrages du grec ancien, du latin, de l'espagnol, de l'italien, de l'anglais, de l'allemand et du suédois. Sa traduction la plus importante est celle du Banquet des savants d'Athénée sur la gastronomie des Grecs. Ses contemporains la boudèrent, lui reprochant un manque d'élégance et de fidélité, bien que ce travail ait présenté de grandes difficultés.

## Publications

### Traductions
Depuis l'allemand
- Johann Georg von Zimmermann, Traité de l'expérience en général, et en particulier dans l'art de guérir (3 volumes, 1774)
- Johann Georg von Zimmermann, Traité de la dysenterie (1775)
- Friedrich Kasimir Medikus, Traité des maladies périodiques sans fièvre, ou histoire de ces maladies, avec la vraie méthode curative qu'il faut suivre pour les guérir (1790)

Depuis l'espagnol
- Miguel de Cervantes, Nouvelles espagnoles de Michel de Cervantès. Traduction nouvelle avec des notes, illustré par Pierre Jean-Baptiste Bradel (2 volumes, 1775-77)
- Antonio de Ulloa, Mémoires philosophiques, historiques, physiques : concernant la découverte de l'Amérique, ses anciens habitants, leurs mœurs, leurs usages, leur connexion avec les nouveaux habitants, leur religion ancienne & moderne, les produits des trois règnes de la nature, & en particulier les mines, leur exploitation, leur immense produit ignoré jusqu'ici (2 volumes, 1787)

Depuis l'italien
- Anton Francesco Grazzini, Les Nouvelles d'Antoine-François Grazzini, dit le Lasca (2 volumes, 1776)
- Riguccio Galluzzi, Histoire du grand duché de Toscane sous le gouvernement des Médicis (9 volumes, 1782-84)
- Gian Rinaldo Carli, Lettres américaines pour servir de suite aux Mémoires de D. Ulloa, par M. le Comte J. R. Carli (2 volumes, 1788)

Depuis le suédois
- Nils Rosén von Rosenstein, Traité des maladies des enfants, ouvrage qui est le fruit d’une longue observation, & appuyé sur les faits les plus authentiques (1778)

Depuis le latin
- Silius Italicus : Seconde guerre punique, poème de Silius Italicus, corrigé sur 4 manuscrits et sur la précieuse édition de Pomponius, donnée en 1471 (3 volumes, 1785)

Depuis l'anglais
- William Hamilton, Détails historiques des tremblements de terre arrivés en Italie, depuis le 5 février jusqu'en mai 1783, par M. le chevalier Hamilton (1783)
- Michael Underwood, Traité sur les ulcères des jambes, précédé de remarques en forme d'introduction sur le procédé de l'ulcération et l'origine du pus louable ; suivi d'une méthode heureuse de traiter certaines tumeurs scrophuleuses, les ulcères des mamelons, les crevasses du sein et les abcès laiteux, par M. Michel Underwood. On y a joint la méthode de feu M. Else, de traiter les ulcères des jambes (1785)
- William Grant, Recherches sur les fièvres selon qu'elles dépendent des variations des saisons et telles qu'on les a observées à Londres ces vingt dernières années-ci (trois volumes, 1783-85)
- de l'italien : Filippo Baldini, Manière d'allaiter les enfants à la main, au défaut des nourrices (1786)

Depuis le grec
- Épictète et de Zénon d'Élée, Manuel d'Épictète : en grec, avec une traduction française ; précédée d'un discours contre la morale de Zénon d'Élée, & contre le suicide (1783)
- Hippocrate, Œuvres d'Hippocrate. Aphorismes (3 volumes, 1786-An VII)
- Athénée, Banquet des savants (5 volumes, 1789-91) lire en ligne sur Gallica

### Varia
- Dictionnaire des particules angloises, précédé d'une grammaire raisonnée, ouvrage dans lequel toutes difficultés de langage sont aplanies, et où on trouvera tous les moyens de l'entendre et de l'écrire en peu de temps, le tout rapporté à l'usage (1774)
- Le Bouquet royal, impromptu en prose et en vaudevilles, arrangé de manière à pouvoir être joué à chaque fête royale, à l'aide des variantes, représenté pour la première fois sur les théâtres d'Orléans, Moulins et autres villes, les 1er janvier 1815 et jours suivants (1815)